# 里亚尔马
里亚尔马是巴西戈亚斯州的一个市镇。总面积268.958平方公里，总人口13000人，人口密度48.3人/平方公里。